# رادفورموال

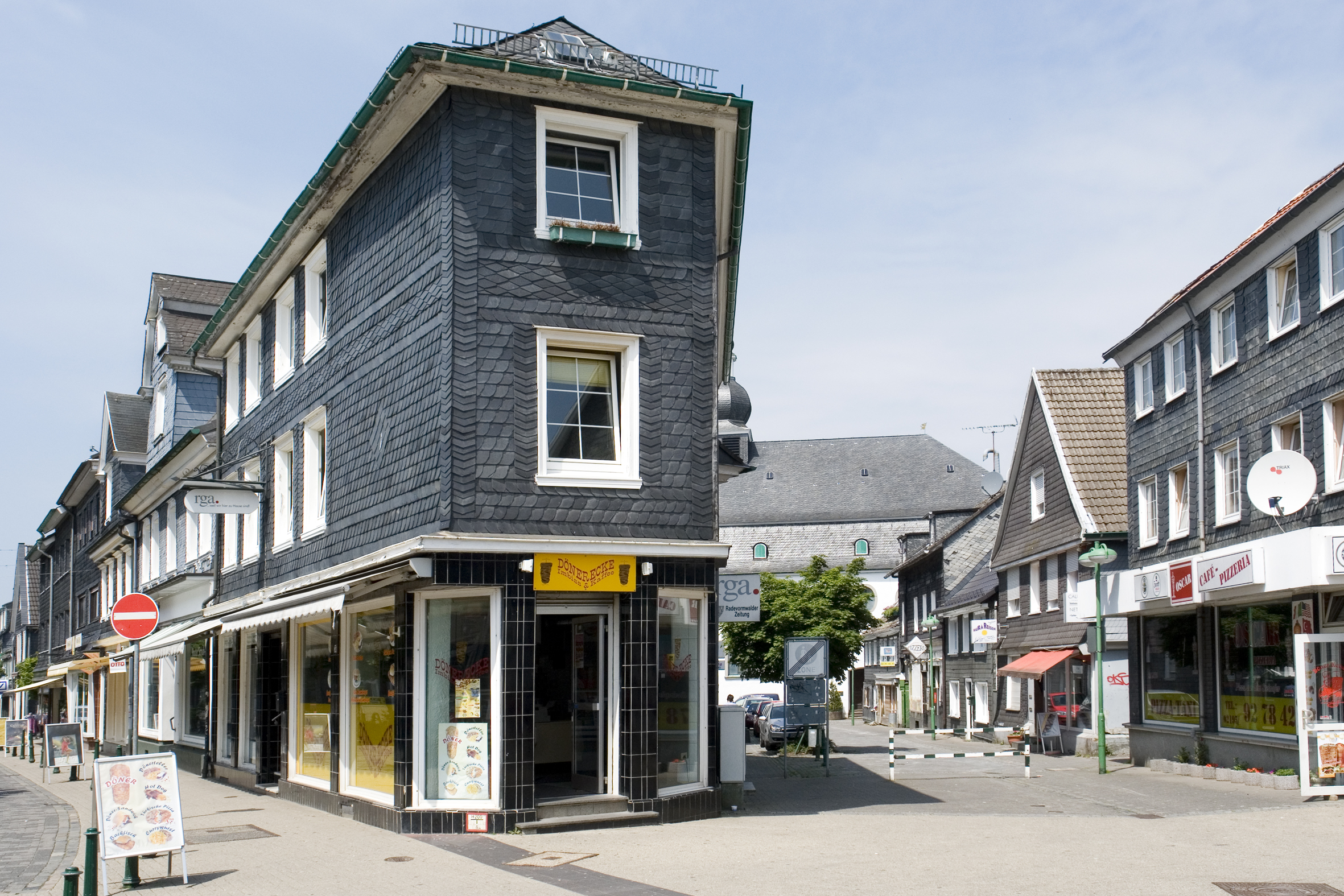
مرکز خرید رادرفورموال

شهر رادفورموال (به آلمانی: Radevormwald) در ایالت نوردراین-وستفالن در کشور آلمان واقع شده‌است.